# Allaussage
Eine Allaussage ist eine Aussage über alle Elemente eines bestimmten Gegenstandsbereichs, zum Beispiel die Aussage „Alle Menschen sind sterblich.“ Synonym werden modern Bezeichnungen wie Universalaussage, universale Aussage, universelle Aussage, Allsatz, Generalisation oder Generalisierung (als Ergebnis) verwendet. In der traditionellen Logik werden Allaussagen als universelle, universale oder allgemeine Urteile bezeichnet – hierzu siehe Kategorisches Urteil.
Die logischen Eigenschaften der Allaussagen werden modern in der Prädikatenlogik und wurden traditionell als universal bejahende Urteile in der Syllogistik behandelt.
Natürlichsprachlich werden im Deutschen Allsätze vor allem mit Wörtern wie „alle/s“, „jede/r/s“, „immer“ und „überall“ oder mit in definiten Konstruktionen („Ein voller Bauch studiert nicht gern“, „Menschen sind sterblich“) ausgedrückt. In der formalen Sprache der Prädikatenlogik werden Allaussagen gebildet, indem mit Hilfe des Allquantors über Prädikate beziehungsweise Aussageformen quantifiziert wird
Um eine Allaussage zu falsifizieren, reicht es aus, einen einzigen Gegenstand aus dem Gegenstandsbereich anzugeben, auf den die Aussage nicht zutrifft. Um eine Allaussage hingegen zu verifizieren, muss man im Allgemeinen jeden Gegenstand des Gegenstandsbereichs untersuchen. Ist die Menge der Gegenstände des Gegenstandsbereichs nicht zugänglich oder unendlich groß, kommt im Allgemeinen nur eine mehr oder weniger gute Bestätigung in Betracht. Eine Ausnahme stellen jedoch Allaussagen in den formalen Wissenschaften wie Logik und Mathematik dar, zum Beispiel solche über unendliche Zahlenmengen, die mit Verfahren wie der vollständigen Induktion verifiziert werden können.
In der Syllogistik gingen Allaussagen (universale Urteile) mit einer Existenzpräsupposition einher, d. h. ein universales Urteil galt nur dann als sinnvoll, wenn die darin vorkommenden Begriffe jeweils auf mindestens einen Gegenstand zutrafen. In der Prädikatenlogik ist auch der Umgang mit leeren Begriffen beziehungsweise Prädikaten möglich, jedoch besteht eine abgeschwächte Existenz-Präsupposition dergestalt, dass der Gegenstandsbereich nicht als Ganzes leer sein darf. In alternativen logischen Systemen wie der Freien Logik wird auch diese Beschränkung aufgehoben.